# Cortex périrhinal
Pour les articles homonymes, voir Cortex (homonymie).

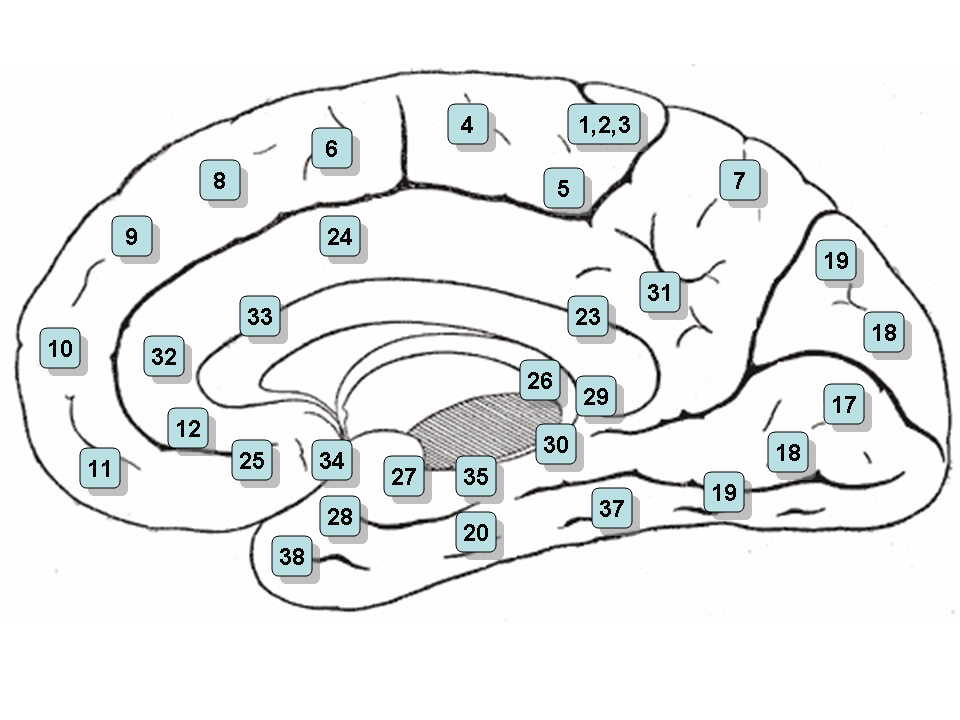
image de l'hémisphère droit

Le cortex périrhinal est une région médiane du lobe temporal située dans les régions de Brodmann 35 et 36. Il reçoit des informations préalablement traitées et qui viennent des régions sensorielles. Il est entouré par le cortex postrhinal et les régions parahippocampales ainsi que le cortex entorhinal. 
Il est récemment accepté que le cortex périrhinal joue un rôle important dans le processus de mémoire explicite.

## Aspect psychologique
Au plan anatomique, il s'agit de l'interface entre le cortex sensoriel (analyse stimuli au point de vue sensoriel) et entre l'hippocampe.
Le cortex périrhinal reçoit les inférences des aires sensoriels, et projettent vers l'hippocampe. Il est donc l'aboutissement des analyses sensorielles, le carrefour les permettant de les projeter sur l'hippocampe.

## Expérience chez le rongeur
Il est impliqué dans la mémoire perceptive.
On utilise un test de reconnaissance d'objet : il implique tout processus de reconnaissance.
Le rat est placé dans une grande arène avec deux objets identiques le temps d'habituation, puis après un délai, on remplace l'un des objets par un nouveau. L'animal va s'intéresser à la nouveauté, ce qui est un indice de reconnaissance. On peut faire varier le délai (mct/mlt) et également injecter un anesthésiant dans le cortex périrhinal pour voir les effets sur la mémorisation. 

Quand il s'agit d'un délai de 20 minutes : l'injection ne modifie pas la reconnaissance. Quand il s'agit d'un délai de 24 heures, la substance a un effet massif, ce qui nous permet de constater que le cortex périrhinal implique la reconnaissance dans la mémoire à long terme. La lésion, faite à partir de la molécule, empêche la fonction de reconnaissance à long terme.
Les autres formes de mémoire comme procédural, déclarative, par conditionnement, par amorçage, ne sont pas affectées par cette lésion, spécifiquement la reconnaissance. 
Nous n'avons pas de sujet lésé spécialement pour le CP, seulement des sujets qui présentent une lésion de l'hippocampe avec une partie du CP, qui présentent également un déficit dans la reconnaissance proportionnelle à la lésion de leur CP. Il s'agit donc d'une corrélation.
Vu que les arguments sont assez faibles pour affirmer une telle fonction de cette structure, les expériences chez les primates ont été faites.

## Expérience chez le primate
On utilise une tâche de non-appariement différé : DNMS
Dans chaque trou, il y a un objet sous lequel objet nouveau est glissé une récompense, donc à chaque étape le primate doit se rappeler quels sont les -anciens- objets pour saisir le nouveau, ce qui fait appel à la reconnaissance d'objets, dans le but de saisir la récompense. Après la première condition et un délai de 10 min, le singe se souvient ou non de l'objet déjà déplacé.
On observe une variance dans le délai :
- en cas de lésion de l'amygdale, l'animal est performant ;
- en cas de lésion de l'hippocampe, il y a un petit déficit (amnésie légère) ;
- en cas de lésion du CP, l'amnésie est sévère.

Ce déficit est d'autant plus important que le délai entre les deux essais est long, ce qui montre un lien avec la mémoire de reconnaissance à long terme.
On place par la suite des électrodes sur les neurones du cortex périrhinal du singe lorsqu'il effectue la tâche de DNMS. Pendant le délai, l'activité est importante ds ce cortex, et pas ailleurs.